# Шаззен
Шаззен (англ. Shazzan) — американский фантастический мультсериал, рассказывающий о приключениях американских подростков Чака и Нэнси в сказочном мире арабского и ближневосточного фольклора. Телесериал, созданный Алексом Тотом, спродюсирован фирмой Hanna-Barbera Productions, транслировался на телеканале CBS с 9 сентября 1967 года по 6 сентября 1969 года.

## Сюжет
Однажды ненастной ночью американские подростки брат и сестра Чак и Нэнси нашли старый сундук в пещере на территории штата Мэн. Внутри были половины странного кольца. Когда половинки соединяются, на кольце появляется слово «Шаззен», произнеся которое, ребята переносятся в легендарную Страну Арабских Ночей. Здесь они встречают джинна Шаззена. Шаззен дарит им крылатого верблюда Кабуби и обязуется служить им. Но он не может вернуть их домой, пока они не отдадут кольцо его законному владельцу.
Так начинается их невероятное путешествие..

## Персонажи
- Чак — старший брат Нэнси, один из носителей половинки кольца, призывающего Шаззена.
- Нэнси — младшая сестра Чака, также носит половинку кольца, призывающего Шаззена.
- Шаззен — джинн-великан, неунывающий и весёлый волшебник, готовый выручить своих «маленьких повелителей», как он называет Чака и Нэнси, из беды. Шаззен не только способен создавать разные вещи, но и сам может превратиться во что угодно. Однако он не может вернуть ребят в нашу реальность из страны сказок.
- Кабуби — летающий крылатый верблюд, хотя Кабуби ничего не говорит, но всё понимает и достаточно сообразителен для животного.

## Спин-оффы
Персонажи Шаззена появляются в качестве камео во втором сезоне Космического призрака.

## Релизы
В апреле 2012 года Warner Archive выпустила мультсериал целиком на DVD с региональным кодом № 1, заказ доступен исключительно через интернет-магазины Warner и Amazon.com.